# Société ivoirienne d'oxygène et d'acétylène
La Société ivoirienne d'oxygène et d'acétylène( SIVOA ), est une société anonyme au capital social de 873 400 000 FCFA et dont le siège social est à Abidjan. Elle est engagée dans l'industrie chimique et produit des gaz industriels et médicaux. La Société Ivoirienne d'Oxygène et d'Acétylène, détenue à 73 % par Air Liquide, basée en France, est cotée à la Bourse d'Abidjan.